# Sub-Network Connection Protection
Sub-Network Connection Protection (SNCP, deutsch Teilnetzwerk-Verbindungsschutz) ist ein Schutzmechanismus für Verbindungen in der Telekommunikation. 
Dieser Schutzmechanismus wird in der Synchronen Digitalen Hierarchie benutzt, um VC-Pfade (zum Beispiel VC-12) bei einem Ausfall des aktiven Arbeitsweges auf einen vorher definierten Ersatzweg umzuschalten. Fällt eine Route (zum Beispiel durch Kabeldefekt) aus, so wird automatisch auf eine andere Route innerhalb des Teilnetzes umgeschaltet. Diese Ersatzroute verbindet die gleichen Endpunkte miteinander wie die ausgefallene Route zuvor.
Man unterscheidet zwischen SNCP-I (inherent) und SNCP-N (nonintrusive). Der Unterschied zwischen beiden besteht in der Art der Fehler, welche ein Umschalten der Verbindung auf den Ersatzweg auslösen können. Die SNCP-I lösen die Fehler Loss of Pointer (LOP) und Alarm Indication Signal (AIS) aus. SNCP-N kann auch durch die Fehler Signal Degraded (SD), Trace Identifier Mismatch (TIM) und excessive Error Bitrate (exBER) ausgelöst werden.  Dazu ist ein Monitoring des Path Overhead des VC notwendig, da die in diesem Overhead enthaltenen Informationen erst die Überwachung auf diese Fehler ermöglichen.
Ältere Netzelemente, die über kein Path-Monitoring verfügen, haben auch keine SNCP-N-Funktionalität, so dass dann nur SNCP-I benutzt werden kann.
Die nächsthöhere Protection-Stufe zur SNCP ist die Multiplex Section Protection (MSP), bei der nicht einzelne VCs geschützt werden, sondern eine ganze Section mit vielen VCs.
Das Äquivalent von SNCP in der SONET-Technologie wird als UPSR bezeichnet.